# Kartause Hildesheim
Die Kartause Hildesheim ist ein ehemaliges Kloster der Kartäuser in Hildesheim im Bistum Hildesheim und befindet sich heute innerhalb des St. Bernward-Krankenhauses.

## Geschichte
Die Kartause „Domus Claustri Beatae Mariae“ wurde durch Bischof Gerhard (Bischof von 1365 bis 1398) gegründet, als Dank für den Sieg über Herzog Magnus I. von Braunschweig-Wolfenbüttel in der Schlacht von Dinklar. Die Stiftungsurkunde wurde am 2. Mai 1388 ausgestellt. Die ersten Mönche kamen aus dem Kartäuserkloster Erfurt. Die Klosteranlage legte man zunächst außerhalb der Stadt Hildesheim an, vor dem „Dammtor“ (einem Tor der Dammstadt), im Westen der Stadt, auf Grund und Boden der Patrizierfamilie „von Rössing“, wo zuvor die Bennoburg stand. Erst im Jahr 1448 konnte die Kartause volle Eigentümerin des bebauten Grundes werden.
Am 20. Juni 1522 wurde die Kartause durch Einwohner der Stadt Hildesheim während der Stiftsfehde in Brand gesteckt. Im Jahr 1542 beschloss der Rat der Stadt, die Reformation in Hildesheim einzuführen und nach mehrmaliger Plünderung des Klosters in den Jahren 1542 und 1543 zogen sich die Mönche unter ihrem Prior Dietrich Loher (um 1495–1554) zunächst nach Köln zurück. Als Loher im Jahr 1543 Prior der Kartause Buxheim bei Memmingen wurde, folgten ihm einige Brüder auch nach Oberschwaben.
Am 30. Juli 1545 wurde das Kloster erneut geplündert. Den Klosterschatz und die Dokumente übernahm der Stadtrat. Teile der Gebäude nutzte man als Stadtbefestigung. Erst im Jahr 1613 konnten die Kartäuser das Kloster wieder besiedeln. Am 23. Juli 1626, während des Dreißigjährigen Krieges, zerstörten dänische Truppen und Einwohner Hildesheims die Kartause. Die Gebäude wurden im Jahr 1632 vollständig abgerissen.
In den 1650er Jahren wurde das Kloster unter Fürstbischof Maximilian Heinrich zum besseren Schutz in Gebäude innerhalb der Stadtmauern verlegt, zwischen Domhof und Langelinienwall. Dort erfolgte an der heutigen Treibestraße (früher Neue Straße) 1659–1663 ein vollständiger Neubau des Klosters, beginnend mit den Gebäuden vorne an der Straße, so dass die Ordensleute am 14. Mai 1663 einziehen konnten. Die nachgotische Kirche wurde 1666 geweiht; der Giebel trägt als Datierung die Jahreszahl „1664“.
Im Jahr 1708 trat Bernhard Aly, ein sogenannter „Beutetürke“, in das Kloster ein. Aly, der bei seiner Taufe den Namen Weißenburg erhielt, nach dem deutschen Namen seiner Heimatstadt Belgrad, war noch 1758 unter dem Ordensnamen Pater Josephus in der Kartause nachweisbar.

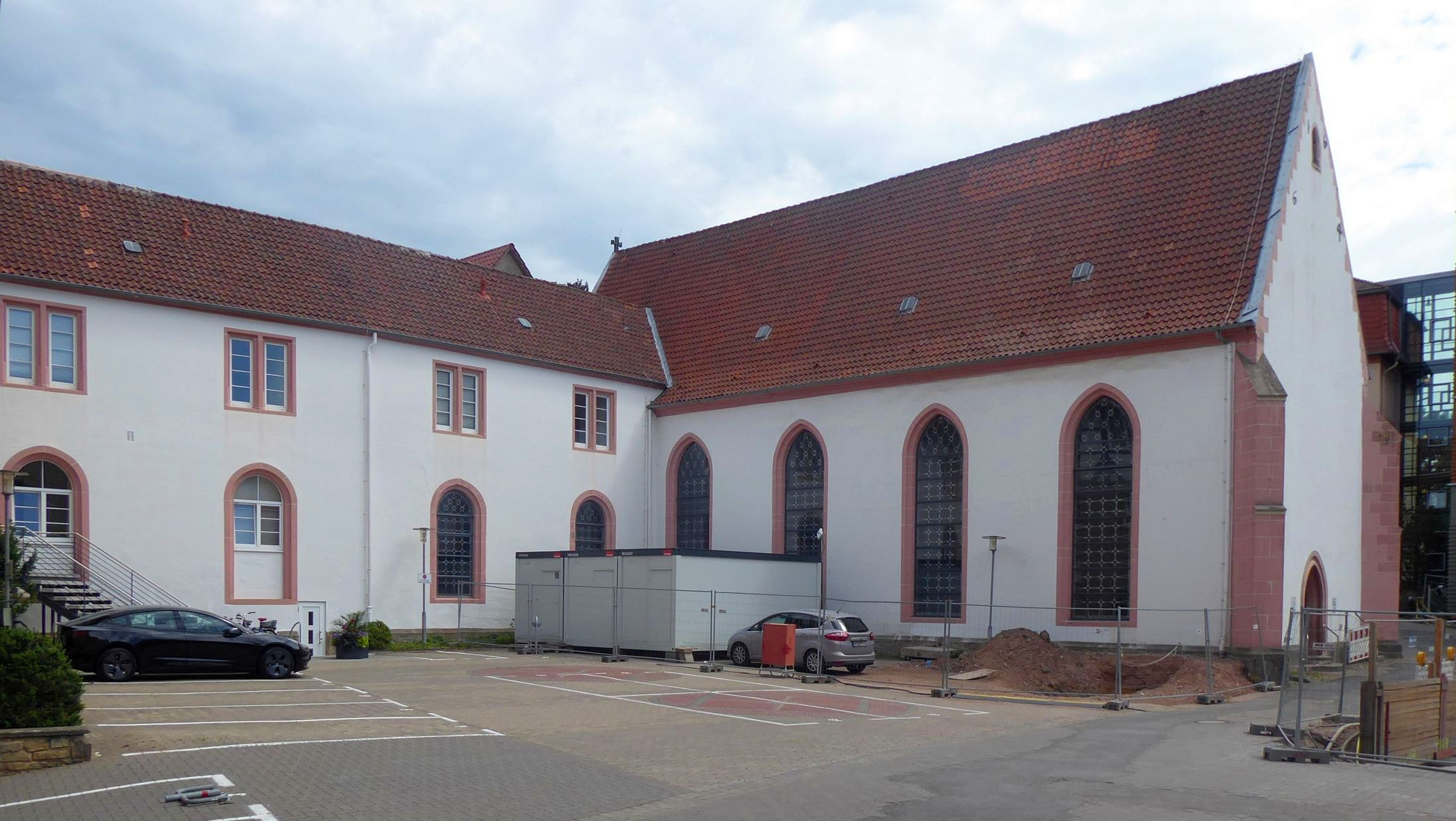
Kartäuserkirche und Nordflügel (2022)

Im Jahr 1777 hob man das Kloster auf, nachdem der Hildesheimer Fürstbischof Friedrich Wilhelm von Westphalen, im Einvernehmen mit Papst Pius VI. und Kaiser Joseph II., das Vermögen und die Liegenschaften der Kartause zur Verbesserung der Einkünfte des Priesterseminars bestimmt hatte. Die Mönche verlegte man in auswärtige Kartausen. Der letzte Prior des Klosters, Carl Unkraut (1731–1823), ging in die Kartause Vogelsang bei Jülich, wo er im Jahr 1796 Prior wurde und dort bis zur Auflösung 1802 blieb.
Einen Teil der Klosterbibliothek erhielt die Dombibliothek. Die Gebäude wurden zunächst als Priesterseminar, später als Armenhaus genutzt. Am 11. Juni 1852 gründete der Hildesheimer Bischof Eduard Jakob Wedekin im sogenannten „Karthaus“, dem Südflügel der säkularisierten Kartause, das heute noch bestehende St. Bernward-Krankenhaus. Innerhalb der Anstalt hielt man noch 1886 eine Kartäuser-Mönchswohnung „zur Erinnerung an die Bedeutung des Gebäudes völlig erhalten.“

## Erhaltene Bauwerke

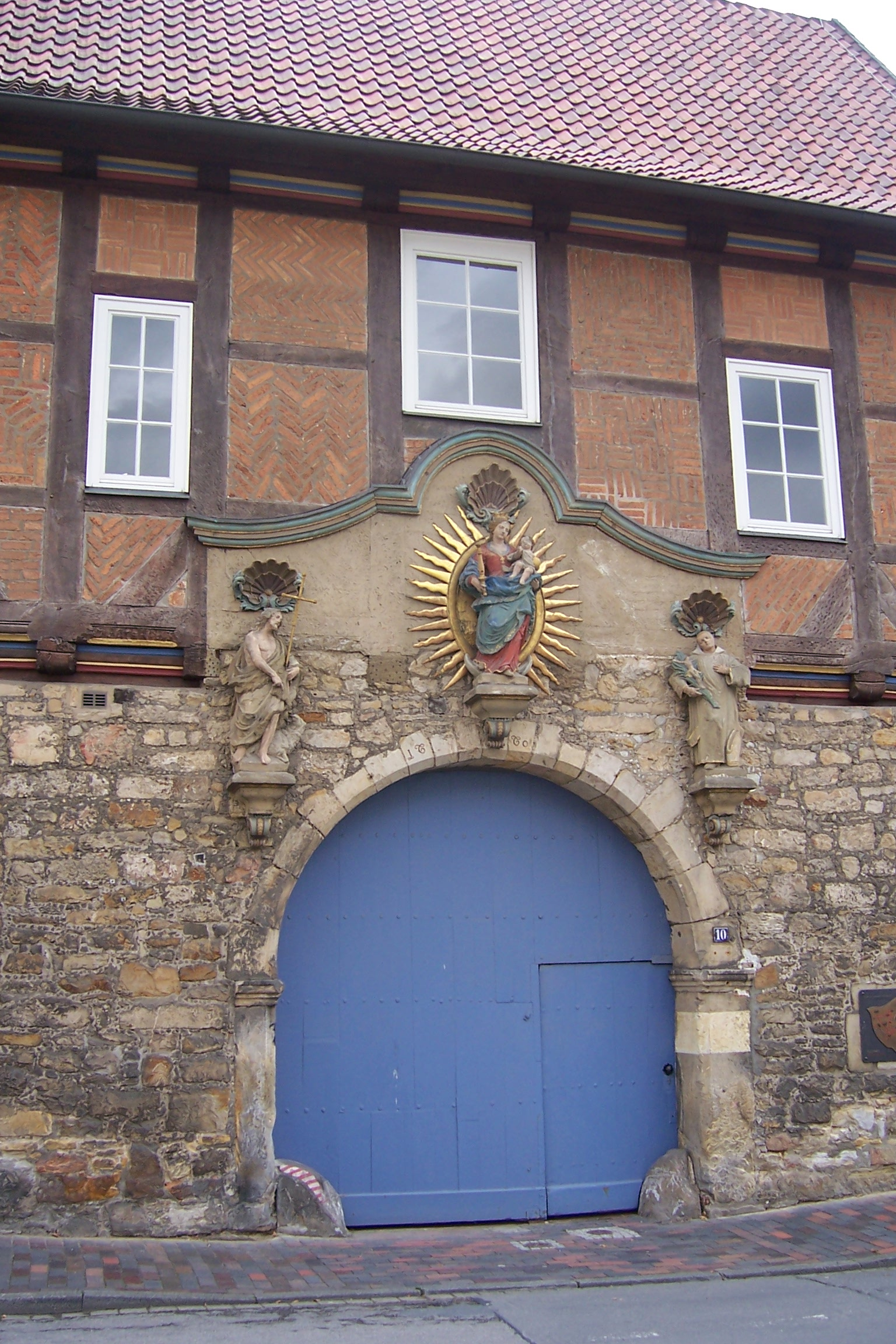
Barockportal der Kartause an der Treibestraße (2011)

Die in den 1970er-Jahren wiederhergestellte Kirche des 17. Jahrhunderts sowie mehrere Wirtschaftsgebäude und das barocke Torhaus des Kartäuserklosters an der Treibestraße sind bauliche Zeugnisse der Hildesheimer Kartause. Über dem Portal des Torhauses befinden sich Skulpturen einer Strahlenmadonna, Johannes des Täufers und des Heilige Bruno von Köln, Gründer des Ordens der Kartäuser. Die Gebäude werden heute vom benachbarten St. Bernward Krankenhaus genutzt; die alte Klosterkirche wurde zur Krankenhauskirche und ist dem Patrozinium „Maria Heil der Kranken“ geweiht.